# Diego de Muros III
Diego de Muros (Cee, 1450 – Oviedo, 18 de agosto de 1525), humanista y mecenas español, obispo de Mondoñedo y Oviedo.
Era sobrino de Diego de Muros I, quien fuera obispo de Tuy y de Ciudad Rodrigo, y primo de Diego de Muros II, obispo de Canarias.

## Biografía
En 1483 ingresa en el Colegio de Santa Cruz de Valladolid, licenciándose en 1488 en Teología, pasando inmediatamente a impartir esta disciplina en la recientemente fundada Universidad de Sigüenza. Se sostenía económicamente de los ingresos propios de la canonjía que, en la catedral de Sigüenza, correspondía a los profesores de dicha universidad y en dicha materia, pasando, además, a servir como secretario a don Pedro de Mendoza.
Tras la muerte de Mendoza, renuncia a su puesto en la Universidad para pasar a residir en el deanazgo de Santiago de Compostela que poseía desde 1494, administrando además la imprenta de Valladolid, interviniendo en la fundación del Estudio Viejo de Compostela, erigiendo el Hospital de los Reyes Católicos y escribiendo, además, diversos ensayos de corte humanista.
El 4 de abril de 1505 fue nombrado obispo de Mondoñedo; y el 1 de octubre de 1512 fue nombrado obispo de Oviedo, hechos que abrieron sobremanera su campo de acción política. En 1500 le fue encomendada una legación ante el rey de Navarra, y en 1514 estuvo a punto de entrar a formar parte del Consejo de Indias. 
El 21 de septiembre de 1521, funda en Salamanca el Colegio Mayor del Salvador, que luego cambiaría su denominación por el de Colegio Mayor de Oviedo, en honor de la sede episcopal que ocupaba el fundador. Fallece el 18 de agosto de 1525.
En recuerdo de este destacado colegial, la rama masculina del Colegio Mayor Santa Cruz de Valladolid ha creado a través de los Estatutos de 1987 el premio "Diego de Muros" para distinguir al residente que más haya destacado por su participación en la vida colegial.
| Predecesor: Pedro de Munébrega            | Obispo de Mondoñedo 1505–1512 | Sucesor: Diego Pérez Villamuriel |
| Predecesor: Valeriano Ordóñez Villaquirán | Obispo de Oviedo 1512–1525    | Sucesor: Francisco de Mendoza    |